# Tuffi ai Giochi della XXXIII Olimpiade - Piattaforma 10 metri sincro maschile
La gara dei tuffi dalla piattaforma 10 metri sincro maschile dei Giochi della XXXIII Olimpiade di Parigi è stata disputata il 29 luglio 2024 presso il Centro acquatico olimpico.

## Risultati
| Pos.    | Atleti                                  | Nazionalità   | T1    | T2    | T3    | T4    | T5    | T6     | Totale |
| ------- | --------------------------------------- | ------------- | ----- | ----- | ----- | ----- | ----- | ------ | ------ |
| Oro     | Yang Hao Lian Junjie                    | Cina          | 56.40 | 57.60 | 85.44 | 95.88 | 91.80 | 103.23 | 490.35 |
| Argento | Tom Daley Noah Williams                 | Gran Bretagna | 53.40 | 51.60 | 83.52 | 93.96 | 87.72 | 93.24  | 463.44 |
| Bronzo  | Rylan Wiens Nathan Zsombor-Murray       | Canada        | 53.40 | 51.60 | 78.72 | 83.52 | 75.48 | 79.68  | 422.13 |
| 4       | Randal Willars Kevin Berlín Reyes       | Messico       | 50.40 | 48.00 | 81.60 | 74.52 | 78.81 | 85.32  | 418.65 |
| 5       | Kirill Boliuch Oleksij Sereda           | Ucraina       | 48.60 | 48.60 | 76.80 | 76.80 | 74.37 | 87.48  | 412.65 |
| 6       | Cassiel Rousseau Domonic Bedggood       | Australia     | 51.00 | 48.60 | 76.80 | 72.96 | 64.38 | 81.00  | 394.74 |
| 7       | Timo Barthel Jaden Eikermann Gregorchuk | Germania      | 49.80 | 47.40 | 74.88 | 66.33 | 61.20 | 64.80  | 364.41 |
| 8       | Gary Hunt Loïs Szymczak                 | Francia       | 48.00 | 45.00 | 62.10 | 39.60 | 65.28 | 54.60  | 314.58 |